# Ronde van Italië 2017/Vierde etappe
De vierde etappe van de Ronde van Italië 2017 werd gereden op 9 mei 2017 van Cefalù naar de Etna. De etappe was 181 kilometer lang. Onderweg was er één beklimming van de tweede categorie. De aankomst lag bovenop de Etna, een klim van de eerste categorie.

## Verloop
De vroege vlucht ontstond na 2 km, een kwartet bestaande uit Jan Polanc, Pavel Broett, Jacques Janse van Rensburg en Eugenio Alafaci. In de aanloop naar slotklim Etna moesten Alafaci en Broett al lossen. Vroeg op de Etna moest Janse van Rensburg ook lossen, waardoor Polanc de slotklim solo met ongeveer 4 minuten voorsprong op het peloton begon – virtueel in het roze.
In het peloton was de aanloop naar de slotklim hectisch. Javier Moreno had het aan de stok met Diego Rosa, Moreno trok hem aan het shirt. Dat leverde hem een diskwalificatie op. Waar de ophef over ging was niet duidelijk. Op 18 kilometer van de finish was een valpartij, waarbij o.a. Steven Kruijswijk en Laurens ten Dam vielen, en klassementsfavoriet Ilnoer Zakarin opgehouden werd. De valpartijen werden schijnbaar veroorzaakt door Fernando Gaviria (drager van het roze op dat moment) en een LottoNL-Jumbo-rijder die een bocht verkeerd inschatten en daardoor een andere afslag namen.
Op de klim was er weinig activiteit onder de favorieten. Onder andere Pierre Rolland, Tom Dumoulin en Vincenzo Nibali deden een onsuccesvolle poging uit de groep weg te rijden. Ilnoer Zakarin kon echter wel zo'n 10 seconden voor de groep uitblijven, maar kon Jan Polanc, die nog steeds vooruit reed, niet bijhalen.
Nederlandse favorieten Tom Dumoulin, Steven Kruijswijk en Bauke Mollema konden zich gemakkelijk in de groep der favorieten handhaven. Door de tijdswinst in de etappe ervoor kon Bob Jungels het roze overnemen van zijn ploegmaat.

## Uitslag
| Cefalù - Etna (181 km) |                    |                        |          |
| Plaats                 | Naam               | Ploeg                  | Tijd     |
| Winnaar                | Jan Polanc         | UAE Team Emirates      | 4u55'58" |
| 2                      | Ilnoer Zakarin     | Team Katjoesja Alpecin | + 19"    |
| 3                      | Geraint Thomas     | Team Sky               | + 29"    |
| 4                      | Thibaut Pinot      | FDJ                    | z.t.     |
| 5                      | Dario Cataldo      | Astana Pro Team        | z.t.     |
| 6                      | Tom Dumoulin       | Team Sunweb            | z.t.     |
| 7                      | Bob Jungels        | Quick-Step Floors      | z.t.     |
| 8                      | Adam Yates         | Orica-Scott            | z.t.     |
| 9                      | Bauke Mollema      | Trek-Segafredo         | z.t.     |
| 10                     | Vincenzo Nibali    | Bahrein-Merida         | z.t.     |
| 11                     | Nairo Quintana     | Movistar Team          | z.t.     |
| 12                     | Simone Petilli     | UAE Team Emirates      | z.t.     |
| 13                     | Domenico Pozzovivo | AG2R La Mondiale       | z.t.     |
| 14                     | Pierre Rolland     | Cannondale-Drapac      | z.t.     |
| 15                     | Tejay van Garderen | BMC Racing Team        | z.t.     |
| 16                     | Wilco Kelderman    | Team Sunweb            | z.t.     |
| 17                     | Michael Woods      | Cannondale-Drapac      | z.t.     |
| 18                     | Mikel Landa        | Team Sky               | z.t.     |
| 19                     | Davide Formolo     | Cannondale-Drapac      | z.t.     |
| 20                     | Steven Kruijswijk  | Team LottoNL-Jumbo     | z.t.     |
|                        |                    |                        |          |
| 32                     | Ben Hermans        | BMC Racing Team        | + 1'45"  |

| Bergsprint Portella Femmina Morta |                            |                     |        |
| Plaats                            | Naam                       | Ploeg               | Punten |
| Blauwe trui                       | Jacques Janse van Rensburg | Team Dimension Data | 15     |
| 2                                 | Jan Polanc                 | UAE Team Emirates   | 8      |
| 3                                 | Pavel Broett               | Gazprom-RusVelo     | 6      |

| Tussensprint Bronte |                            |                     |        |
| Plaats              | Naam                       | Ploeg               | Punten |
| Paarse trui         | Pavel Broett               | Gazprom-RusVelo     | 8 (3") |
| 2                   | Jan Polanc                 | UAE Team Emirates   | 4 (2") |
| 3                   | Jacques Janse van Rensburg | Team Dimension Data | 1 (1") |

| Tussensprint Biancavilla |                            |                     |        |
| Plaats                   | Naam                       | Ploeg               | Punten |
| Paarse trui              | Pavel Broett               | Gazprom-RusVelo     | 8 (3") |
| 2                        | Jacques Janse van Rensburg | Team Dimension Data | 4 (2") |
| 3                        | Jan Polanc                 | UAE Team Emirates   | 1 (1") |

| Bergsprint Etna |                |                        |        |
| Plaats          | Naam           | Ploeg                  | Punten |
| Blauwe trui     | Jan Polanc     | UAE Team Emirates      | 35     |
| 2               | Ilnoer Zakarin | Team Katjoesja Alpecin | 18     |
| 3               | Geraint Thomas | Team Sky               | 12     |

## Klassementen
| Algemeen klassement |                    |                        |           |
| Plaats              | Naam               | Ploeg                  | Tijd      |
| Roze trui           | Bob Jungels        | Quick-Step Floors      | 19u41'56" |
| 2                   | Geraint Thomas     | Team Sky               | + 6"      |
| 3                   | Adam Yates         | Orica-Scott            | + 10"     |
| 4                   | Vincenzo Nibali    | Bahrein-Merida         | z.t.      |
| 5                   | Domenico Pozzovivo | AG2R La Mondiale       | z.t.      |
| 6                   | Nairo Quintana     | Movistar Team          | z.t.      |
| 7                   | Tom Dumoulin       | Team Sunweb            | z.t.      |
| 8                   | Bauke Mollema      | Trek-Segafredo         | z.t.      |
| 9                   | Mikel Landa        | Team Sky               | z.t.      |
| 10                  | Thibaut Pinot      | FDJ                    | z.t.      |
| 11                  | Tejay van Garderen | BMC Racing Team        | z.t.      |
| 12                  | Andrey Amador      | Movistar Team          | z.t.      |
| 13                  | Davide Formolo     | Cannondale-Drapac      | z.t.      |
| 14                  | Ilnoer Zakarin     | Team Katjoesja Alpecin | + 14"     |
| 15                  | Steven Kruijswijk  | Team LottoNL-Jumbo     | + 23"     |
| 16                  | Wilco Kelderman    | Team Sunweb            | z.t.      |
| 17                  | Rui Costa          | UAE Team Emirates      | + 46"     |
| 18                  | Tanel Kangert      | Astana Pro Team        | + 54"     |
| 19                  | Jan Polanc         | UAE Team Emirates      | + 58"     |
| 20                  | Simone Petilli     | UAE Team Emirates      | + 1'14"   |
|                     |                    |                        |           |
| 25                  | Maxime Monfort     | Lotto Soudal           | + 2'17"   |

| Puntenklassement |                      |                               |        |
| Plaats           | Naam                 | Ploeg                         | Punten |
| Paarse trui      | André Greipel        | Lotto Soudal                  | 81     |
| 2                | Daniel Teklehaimanot | Team Dimension Data           | 74     |
| 3                | Fernando Gaviria     | Quick-Step Floors             | 72     |
| 4                | Kristian Sbaragli    | Team Dimension Data           | 64     |
| 5                | Eugert Zhupa         | Wilier Triestina-Selle Italia | 60     |
|                  |                      |                               |        |
| 8                | Jasper Stuyven       | Trek-Segafredo                | 43     |
| 37               | Tom Dumoulin         | Team Sunweb                   | 5      |

| Bergklassement |                            |                        |        |
| Plaats         | Naam                       | Ploeg                  | Punten |
| Blauwe trui    | Jan Polanc                 | UAE Team Emirates      | 43     |
| 2              | Daniel Teklehaimanot       | Team Dimension Data    | 22     |
| 3              | Ilnoer Zakarin             | Team Katjoesja Alpecin | 18     |
| 4              | Jacques Janse Van Rensburg | Team Dimension Data    | 15     |
| 5              | Geraint Thomas             | Team Sky               | 12     |
|                |                            |                        |        |
| 14             | Tom Dumoulin               | Team Sunweb            | 4      |

| Jongerenklassement |                |                   |           |
| Plaats             | Naam           | Ploeg             | Tijd      |
| Witte trui         | Bob Jungels    | Quick-Step Floors | 19u41'56" |
| 2                  | Adam Yates     | Orica-Scott       | + 10"     |
| 3                  | Davide Formolo | Cannondale-Drapac | z.t.      |

| Ploegenklassement (tijd) |                   |           |
| Plaats                   | Ploeg             | Tijd      |
| 1                        | Cannondale-Drapac | 59u06'21" |
| 2                        | UAE Team Emirates | + 7"      |
| 3                        | Movistar          | + 36"     |
| 4                        | Astana            | + 3'03"   |
| 5                        | Bahrain-Merida    | + 3'20"   |

1e etappe ·
2e etappe ·
3e etappe ·
4e etappe ·
5e etappe ·
6e etappe ·
7e etappe ·
8e etappe ·
9e etappe ·
10e etappe ·
11e etappe ·
12e etappe ·
13e etappe ·
14e etappe ·
15e etappe ·
16e etappe ·
17e etappe ·
18e etappe ·
19e etappe ·
20e etappe ·
21e etappe
Startlijst · Eindstanden · Afbeeldingen